# Nikola Bašić
Nikola Bašić (nacido en Mortero, Croacia, en 1946) es un arquitecto croata. Entre sus obras más conocidas se encuentra el Órgano de mar, un conjunto arquitectónico e instrumento musical experimental construido en la costa de la ciudad croata de Zadar.
En 2006, el Órgano de mar fue galardonado con el premio ex aequo de la cuarta edición del Premio Europeo del Espacio Público Urbano.

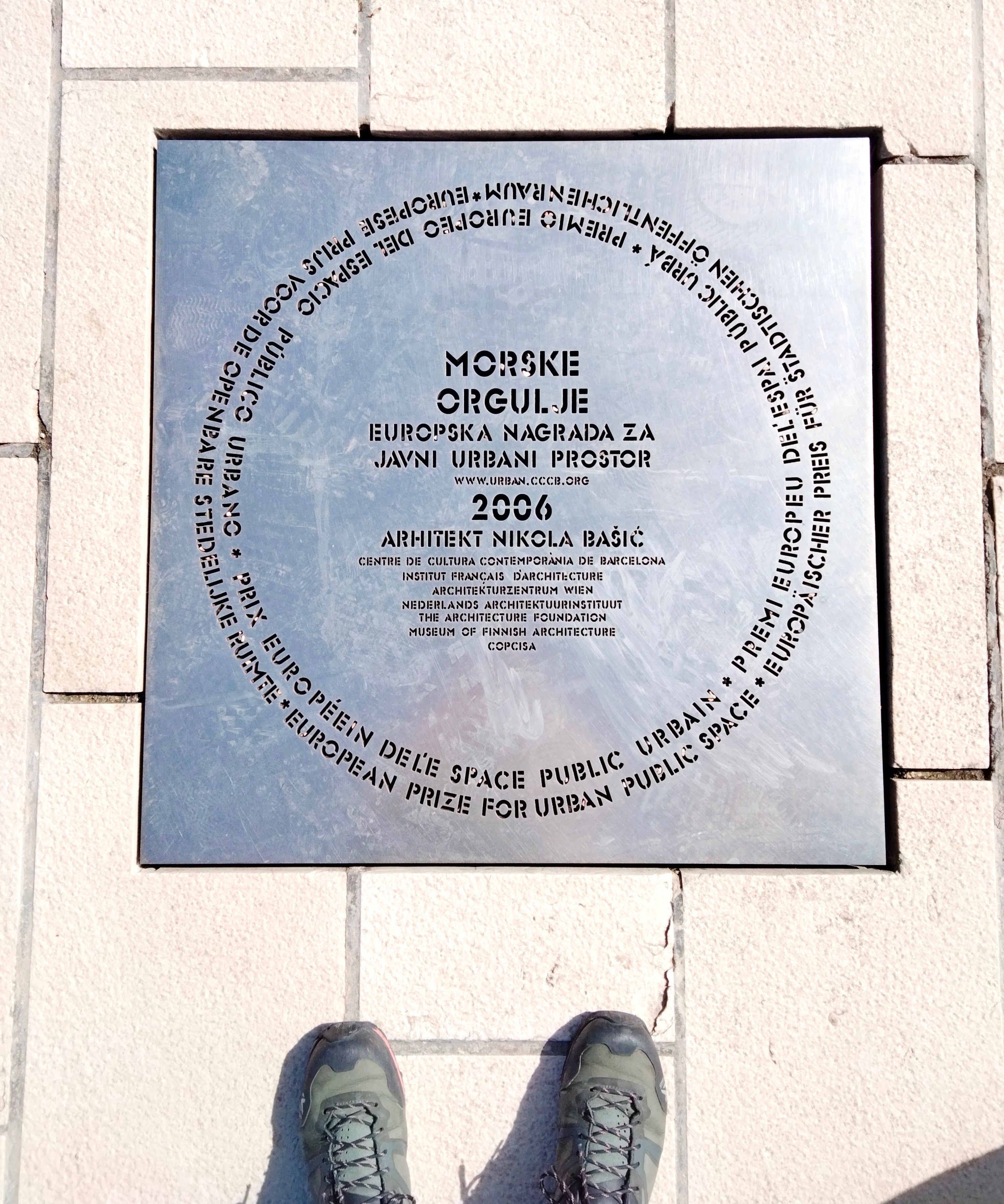